# Зурабеби
Зурабеби (груз. ზურაბები) — село в Грузии, на территории Тианетского муниципалитета края (мхаре) Мцхета-Мтианети.

## География
Село находится в центральной части Грузии, на левом берегу реки Адзези (правый приток реки Иори), на расстоянии приблизительно 15 километров (по прямой) к юго-юго-востоку от посёлка городского типа Тианети, административного центра муниципалитета. Абсолютная высота — 1028 метров над уровнем моря.

## Население
По результатам официальной переписи населения 2014 года в Зурабеби проживало 53 человека (27 мужчин и 26 женщин). В национальной структуре населения грузины составляли 100 %.